# Josephine McNeill
Pour les articles homonymes, voir McNeill.
Josephine McNeill, née Josephine Ahearne le 31 mars 1895 à Fermoy et morte le 19 novembre 1969 à Dublin, est une diplomate irlandaise. En 1950, elle devient la première femme irlandaise nommée ambassadrice.

## Biographie

### Jeunesse
Elle est la fille du commerçant et hôtelier James Ahearne et de sa femme Ellen Ahearne (née O'Brien). Elle fréquente le couvent de Lorette à Fermoy puis l'University College Dublin, où elle obtient un Bachelor of Arts en français et en allemand. Elle commence une carrière dans l'enseignement, au couvent Saint-Louis à Kiltimagh, au couvent des Ursulines à Thurles et à Scoil Íde. Scoil Íde a été créé par son amie Louise Gavan Duffy comme pendant féminin de la St. Enda's School. Josephine McNeill parle couramment l'irlandais et s'investit dans les sphères culturelles du mouvement indépendantiste irlandais, notamment en littérature et en musique. Elle est membre de Cumann na mBan et accède à son comité exécutif en 1921,.
Elle se fiance à Percer McCann, mais il meurt de la grippe à la prison de Gloucester en mars 1919,. Elle se remarie à l'homme politique et diplomate James McNeill en 1923, alors haut-commissaire pour l'Irlande à Londres. Même si cela ne lui plaît pas, elle s'occupe du foyer familial à Londres puis à Dublin, où son mari est gouverneur général de l'État libre d'Irlande de 1928 à 1932.

### Carrière diplomatique
Après la mort de son mari en 1938, Josephine McNeill devient secrétaire honoraire du conseil des Friends of the National Collections, ainsi que présidente du comité exécutif de l'Irish Countrywomen's Association ; elle occupe cette dernière fonction jusqu'en 1950. Elle est aussi membre du comité consultatif sur les relations culturelles du ministère irlandais des Affaires étrangères et écrit à ce titre sur des questions économiques, sociales et culturelles. Elle représente l'Irlande à l'assemblée générale de l'UNESCO à Paris en 1949.
Elle est une membre active du parti nationaliste Clann na Poblachta, depuis sa fondation en 1946. Elle est nommée ambassadrice aux Pays-Bas en 1950 par le ministre Seán MacBride, faisant d'elle la première femme irlandaise diplomate à représenter l'Irlande à l'étranger. Cette nomination n'a pas été bien reçue par les diplomates masculins. Ses rapports à La Haye se concentrent sur les problèmes que rencontrent les Pays-Bas face à la décolonisation. En 1955, elle devient ambassadrice en Suède, puis conjointement en l'Autriche et en Suisse de 1956 à 1960, date à laquelle elle prend sa retraite. Alors qu'elle est en Suisse, elle met de côté le ressentiment qu'elle éprouvait à l'égard de l'ancien président irlandais Éamon de Valera sur la façon dont il avait traité son mari, et passe du temps avec lui pendant sa convalescence, alors qu'il récupère d'une opération de l'œil.

### Fin de vie
Josephine McNeill est une pianiste amateur et collectionne les peintures et les porcelaines. En 1933, elle publie un livre en langue irlandaise, Finnsgéalta ó India. Elle meurt au St Vincent's Hospital à Dublin le 19 novembre 1969, et est enterrée au Kilbarrack cemetery. Ses archives sont conservées à l'University College Dublin.